# Tanʿam
Tanʿam (arabisch تنعم, DMG Tanʿam) ist eine Kleinstadt mit 2007 Einwohnern (Stand: Zensus von 2020) im Sultanat Oman. Sie liegt im Gebiet der Wilaya Ibri innerhalb des Gouvernements az-Zahira. Im Westen wird diese von der Route 29 gestreift.